# 광주북부경찰서
광주북부경찰서(光州北部警察署, Gwangju Bukbu Police Station)는 광주광역시경찰청이 관할하는 경찰서 중 하나이다. 광주광역시 북구 일대를 관할한다. 광주광역시 북구 서하로 172번지에 있다.
서장은 총경으로 보한다.

## 관할 파출소 및 지구대
광주북부경찰서는 8개의 지구대와 1개의 파출소를 산하에 두고 있다.
| 명칭       | 사진 | 주소               | 관할구역 | 치안센터     |
| ---------- | ---- | ------------------ | -------- | ------------ |
| 우산지구대 |      | 중문로 63          |          |              |
| 역전지구대 |      | 경양로119길 27     |          |              |
| 용봉지구대 |      | 문화소통로 78      |          |              |
| 일곡지구대 |      | 설죽로 489         |          |              |
| 동운지구대 |      | 북문대로 240       |          |              |
| 두암지구대 |      | 군왕로 146         |          | 풍향치안센터 |
| 문흥지구대 |      | 대천로 146         |          |              |
| 건국지구대 |      | 본촌마을길102길 17 |          |              |
| 석곡파출소 |      | 동문대로 642       |          |              |